# Gyemjanovo
Gyemjanovo (oroszul: Демьяново) városi jellegű település Oroszország Kirovi területén, a Podoszinoveci járásban. 	
Lakossága: 5558 fő (a 2010. évi népszámláláskor).

## Fekvése

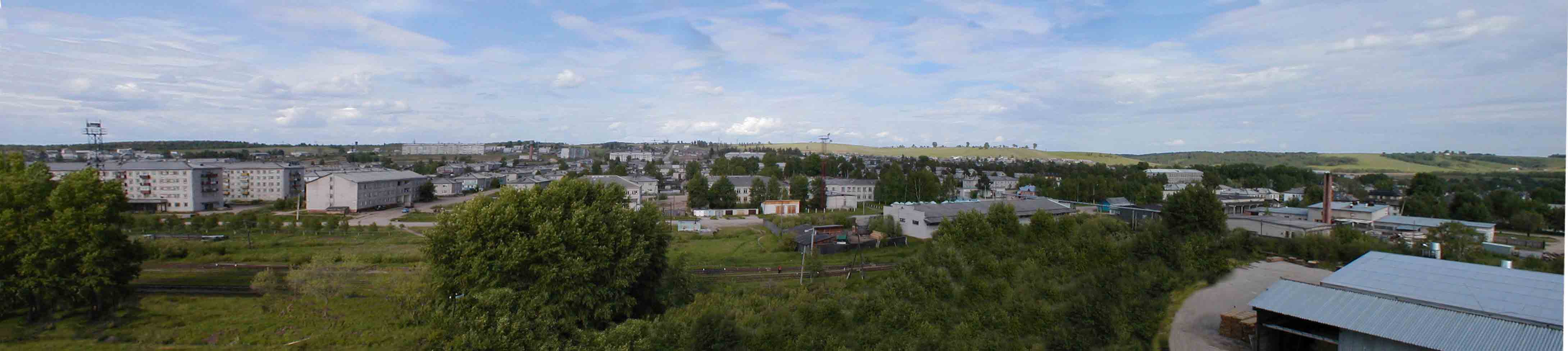
Panoráma a Poleko erdészeti komplexum területéről (2003)

A Kirovi terület északnyugati részén, a Jug (az Északi-Dvina egyik forrásága) jobb partján helyezkedik el. A legközelebbi város az északra fekvő Luza. Vasútállomása a Kirov–Kotlasz vasútvonalból leágazó 32 km-es szárnyvonal végpontja. (Az állomás neve Podoszinovec, azonos a 15 km-re lévő járási székhely nevével.)

## Története
Gyemjanovót a Jug folyó partján faátrakodó állomás és faipari kombinát építésére, üzemeltetésére hozták létre az 1950-es években. Ekkor fektették le a kombinát céljait szolgáló vasúti szárnyvonalat, a faanyagot a Vologdai területről úsztatták le a folyón. A település együtt épült a gyárral. Első építői és első lakói is a Komszomol (a párt ifjúsági szervezete) munkára mozgósított fiataljai közül kerültek ki. Az első üzemrész 1954-ben kezdte meg a termelést, ezt tekintik Gyemjanovo alapítási évének. A kombinát mind nagyobb mennyiségben készített különféle fűrészárukat, ajtókat, ablakokat, és vele a település is egyre nőtt. 
Az 1990-es évekre mindkettő válságos helyzetbe jutott, az ipari létesítmények egy része fokozatosan lepusztult. A későbbi tulajdonosváltás során alakult Poleko gazdasági társaság korszerűsített gyárában a 2010-es évekre újra elindította a termelést. 